# Vinec
Vinec är en ort i Tjeckien.   Den ligger i regionen Mellersta Böhmen, i den centrala delen av landet, 50 km nordost om huvudstaden Prag. Vinec ligger 245 meter över havet och antalet invånare är 249.
Terrängen runt Vinec är platt. Runt Vinec är det ganska tätbefolkat, med 90 invånare per kvadratkilometer. Närmaste större samhälle är Mladá Boleslav, 3,0 km nordost om Vinec. Trakten runt Vinec består till största delen av jordbruksmark.